# Требишница
Требишница (серб. Требишњица, хорв. Trebišnjica) — река в Боснии и Герцеговине, Хорватии и Черногории.
Длина реки 187 км, из них 98 км над землёй, а 89 км составляет подземная часть. Это одна из длиннейших подземных рек в мире. Под землёй река течёт в карсте в основном по Динарскому нагорью, образуя сложную сеть ручьёв.
У реки расположен город Требине.
Впадает в Адриатическое море около Дубровника, второй рукав — в реку Неретву.
Река обладает гидроресурсами, воды используются для орошения. В Черногории на левом берегу Требишницы расположена крупная пещера Красная Стена с остатками человеческой деятельности примерно 16 тыс. лет до нашей эры.